# Claristorio

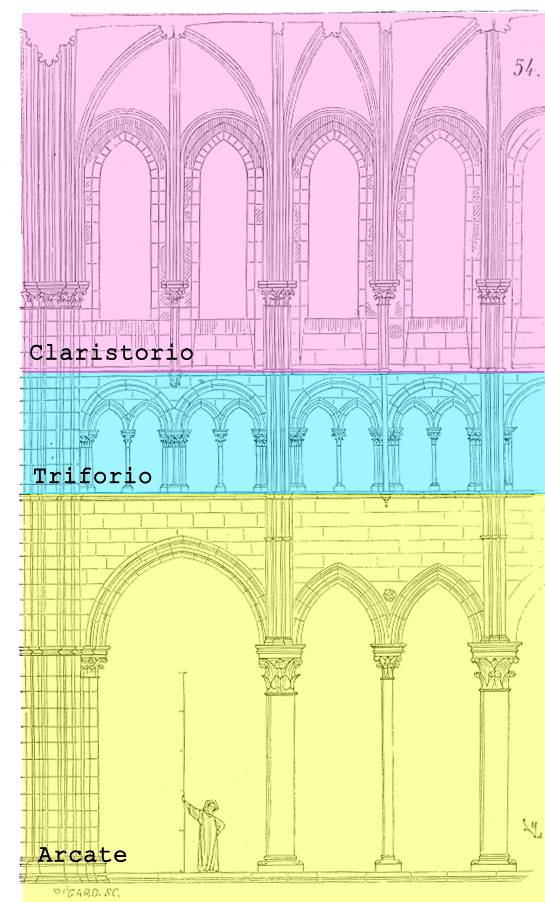
Alzado de tres niveles en un templo gótico, con arcada, triforio y claristorio.

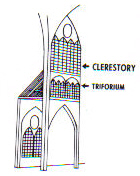
Claristorio y triforio en una iglesia gótica.

El claristorio, en la arquitectura, es el nivel más alto de la nave en una basílica romana o en una iglesia románica o gótica. Su nombre se debe al hecho de que sus vanos permiten que la luz natural ilumine el interior del edificio. Era ya utilizado por el arte paleocristiano, en el que probablemente influyó la arquitectura helenística, basílicas, baños o palacios. 